# Andrej Kontsjalovski

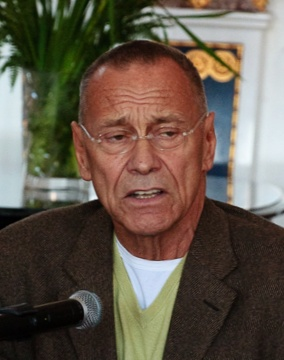
Andrej Kontsjalovski

Andrej Sergejevitsj Michalkov-Kontsjalovski (Russisch: Андре́й Серге́евич Михалко́в-Кончало́вский) (Moskou, 20 augustus 1937) is een Russisch filmregisseur en scenarioschrijver. 
Hij werd geboren in Moskou als Andrej Michalkov, maar veranderde zijn voornaam in Andron. Hij nam de achternaam van zijn grootvader, de kunstschilder Pjotr Kontsjalovski, als pseudoniem. Valentin Serov was zijn overgrootvader. Hij is de broer van filmregisseur Nikita Michalkov.
In de jaren tachtig-negentig ging hij in de Verenigde Staten werken. Voor de tweedelige fantasytelevisieserie The Odyssey uit 1997 kreeg hij datzelfde jaar een Emmy Award.
Hij heeft eveneens meerdere documentaires, scenario's (onder meer voor het historisch drama Andrej Roebljov, samen met regisseur Andrej Tarkovski) en theater- en operaproducties op zijn naam staan.

## Filmografie
- 1965 - De eerste leraar (Первый учитель)
- 1967 - Het verhaal van Asja Kljatsjina (История Аси Клячиной, которая любила, да не вышла замуж), ook: Asja's geluk
- 1969 - Het adelsnest (Дворянское гнездо)
- 1970 - Oom Vanja (Дядя Ваня)
- 1974 - Een romance voor verliefden (Романс о влюблённых)
- 1979 - Siberiade (Сибириада)
- 1982 - Split Cherry Tree (korte film)
- 1984 - Maria's Lovers
- 1985 - Runaway Train
- 1986 - Duet for One
- 1987 - Shy People
- 1989 - Tango & Cash
- 1989 - Homer and Eddie
- 1991 - The Inner Circle
- 1994 - Assia and the Hen with the Golden Eggs
- 1997 - The Odyssey (televisieserie)
- 2002 - House of Fools
- 2003 - The Lion in Winter (televisiefilm)
- 2007 - Gloss
- 2007 - Chacun son cinéma : une déclaration d'amour au grand écran (anthologiefilm, episode Dans le noir) (korte film)
- 2010 - The Nutcracker in 3D
- 2014 - De witte nachten van postbode Aleksej Trjapitsyn (The Postman's White Nights)
- 2016 - Paradise
- 2020 - Dear Comrades! (Bloedbad van Novotsjerkassk)